# ラヤマキ
座標: 北緯60度31分30秒 東経024度45分41秒 / 北緯60.52500度 東経24.76139度

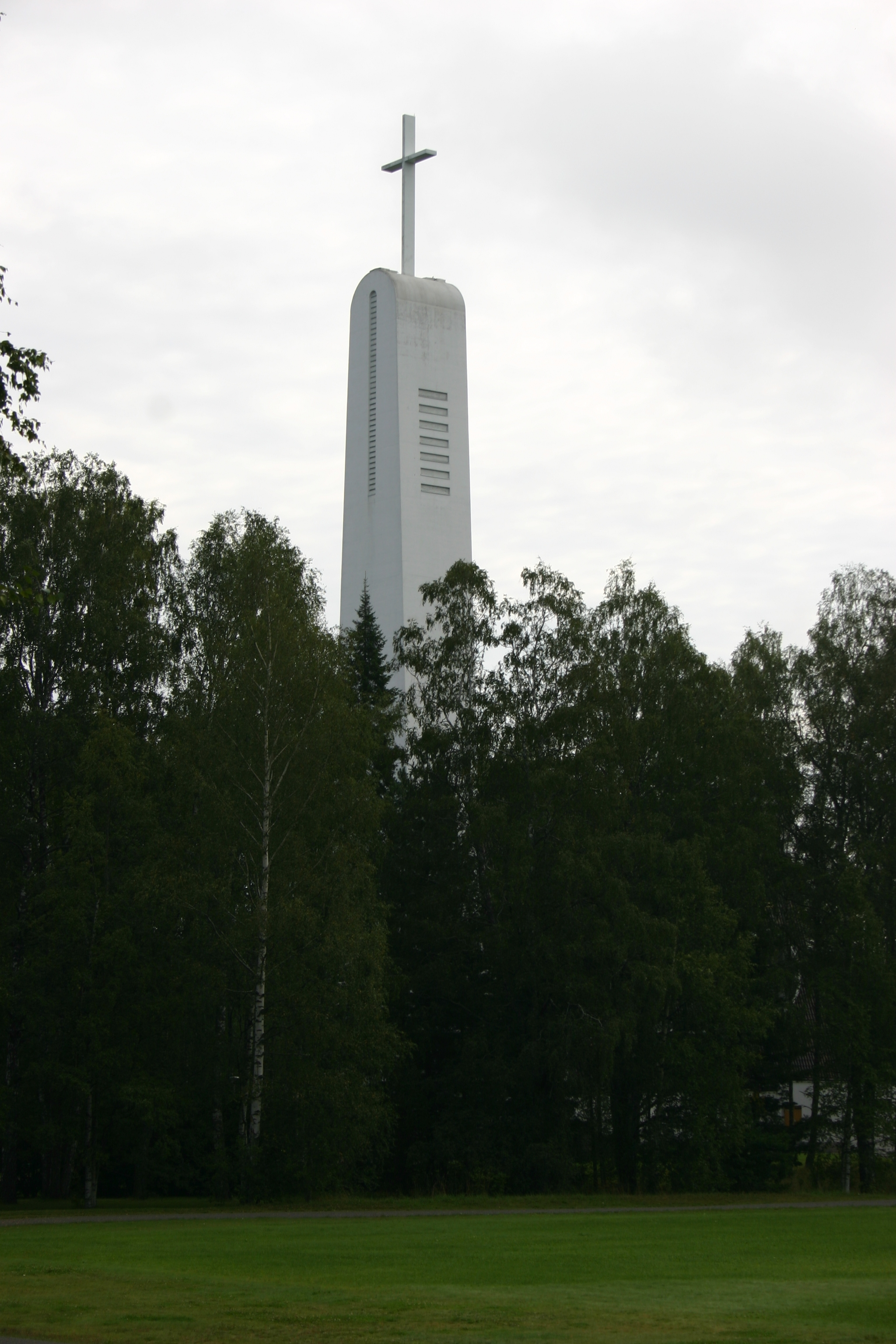
ラヤマキ教会。1938年にエルッキ・フーツネンが設計した。

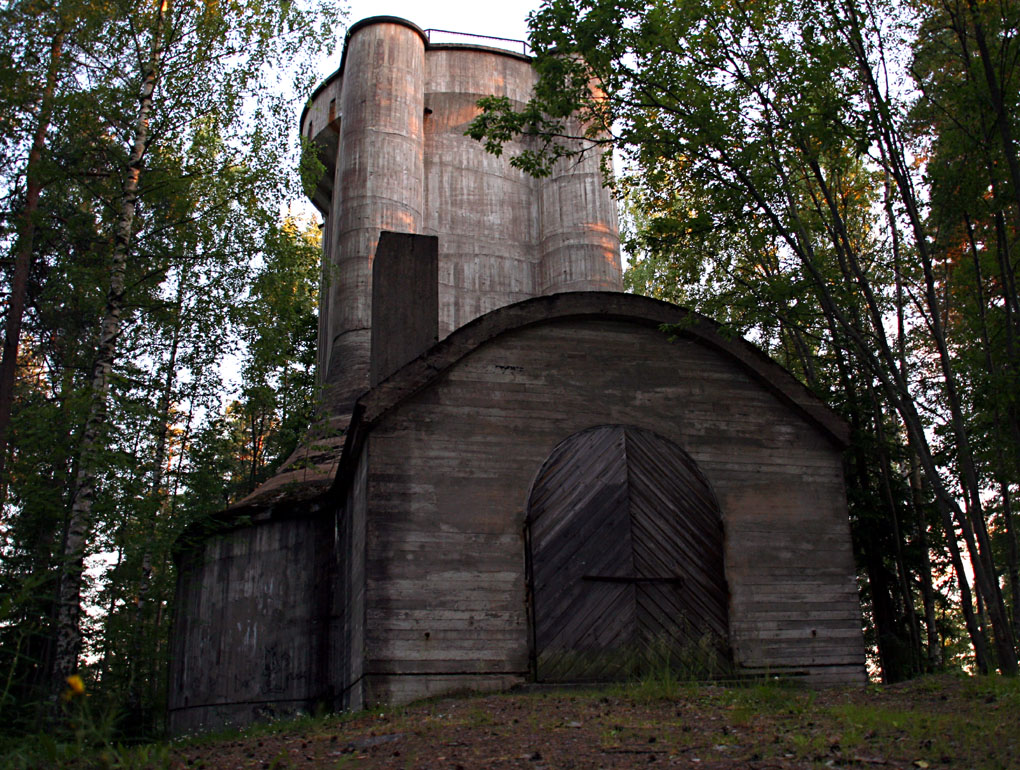
1939年から1940年の冬戦争の期間中に建てられた高射砲塔。醸造所がこの高射砲塔の近くにある。

ラヤマキ (フィンランド語: Rajamäki フィンランド語発音: [ˈrɑjɑˌmæki]; 直訳すると"国境の丘")はフィンランド南部ヌルミヤルヴィにある村。首都ヘルシンキの45キロメートル北に位置し、人口は約7500人である。ラヤマキは1970年代にクラウカラに抜かれるまではヌルミヤルヴィ最大の村であった。
ラヤマキはこの地域で新鮮で澄んだ水が見つかったことから1888年に建てられたアルコール蒸留所が最もよく知られている。この蒸留所はかつてはフィンランドでのアルコールの専売企業であったアルコ社の一部であり、現在はアルティア社の一部となっている。イルマヨキのコスケンコルヴァの蒸留所で蒸留されたコスケンコルヴァ・ヴィーナはラヤマキで希釈と瓶詰めをされている。 
第二次世界大戦時には、工場で「ラヤマキ」の字が瓶のキャップに刻まれた約50万本もの火炎瓶が製造された。
ラヤマキには初等学校と高等学校があり、フィンランドのトップクラスの若いフロアボール選手が地域に住んでいるためフロアボールの競技に焦点を当てている。2018年10月11日には食品雑貨店やレストランなどのサービスがあるビジネスセンター、ラーフデがオープンした。
ハンコ・ヒュヴィンカー線がラヤマキを通っており、村の商業の発展へと導いた。